# Metabolity wtórne

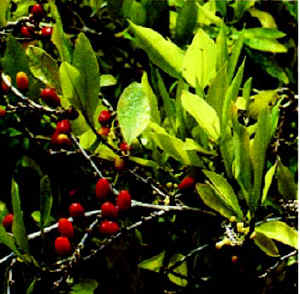
Kokaina jest metabolitem wtórnym wytwarzanym przez Erythroxylum coca

Metabolity wtórne – grupa związków organicznych, które nie są bezpośrednio niezbędne do wzrostu i rozwoju organizmu. Synteza związków określanych jako metabolity wtórne jest charakterystyczna dla roślin wyższych, grzybów i bakterii. Poznano kilkadziesiąt tysięcy związków zaliczanych do metabolitów wtórnych. Szacuje się, że może istnieć około 200 000 takich związków. W przypadku niektórych związków chemicznych występujących w komórkach roślinnych, ocena czy jest on bezpośrednio niezbędny do działania organizmu jest trudna. W syntezę metabolitów wtórnych zaangażowanych jest wiele tysięcy enzymów, kodowanych u poszczególnych gatunków przez około 15-25% genomu.

## Funkcje biologiczne
Pierwotnie po wykryciu substancji zaliczanych do metabolitów wtórnych uważano, że są to produkty uboczne metabolizmu roślin nie pełniące żadnej funkcji biologicznej. Chociaż rola niektórych z tych związków wciąż nie jest znana, większość z nich pełni funkcje takie jak obrona rośliny przed patogenami, obrona przed roślinożercami, wabienie owadów, substancje sygnałowe w interakcjach z symbiontami. Stężenie metabolitów wtórnych w organizmie roślinnym może zmieniać się w zależności od warunków środowiska. Niektóre wytwarzane są w reakcji obronnej indukowanej zarówno przez czynniki biotyczne jak i abiotyczne.
Wśród metabolitów wtórnych można wyróżnić:
- repelenty żywieniowe, czyli związki odstraszające organizmy żerujące na danym organizmie[10]
- allelopatiny, czyli związki osłabiające konkurentów pokarmowych[10]
- chemoatraktanty, czyli związki przyciągające organizmy symbiotyczne np. zapylające[10]

## Klasyfikacja
Najważniejsze grupy metabolitów wtórnych to:
- terpenoidy,
- związki fenolowe,
  - flawonoidy np.: kwercetyna[10]
- niebiałkowe związki azotu.

## Miejsce w komórce
W komórkach roślinnych metabolity wtórne gromadzone są w wakuoli.

## Znaczenie dla człowieka
Wiele z metabolitów wtórnych znalazło zastosowanie w medycynie jako składniki leków. Niektóre z terpenoidów wytwarzanych przez rośliny to silne trucizny. Pyretroidy obecne w liściach i kwiatach części gatunków wykazują działanie toksyczne wobec owadów, nie szkodząc ssakom. Estry forbolu występujące u części gatunków z rodziny Euphorbiaceae to związki toksyczne dla ssaków. Taniny, pełniące u roślin funkcję obrony przed patogenami, określane są jako garbniki i są wykorzystywane do garbowania skór. Pierwszy poznany alkaloid wyizolowany z Papaver somniferum to morfina.